# Moravany (nádraží)
Moravany jsou železniční stanice v  jižní části stejnojmenné obce v okrese Pardubice v Pardubickém kraji, nedaleko řeky Loučné. Leží na elektrizované dvoukolejné trati Praha – Česká Třebová (3 kV ss) a neelektrizované jednokolejné trati Chrudim–Borohrádek.

## Historie
Staniční budova byla vystavěna jako součást železnice z Olomouce do Prahy. Slavnostní vlak tudy projel 20. srpna 1845 za osobního řízení spoluautora návrhu trati inženýra Jana Pernera. Návrh původně empírové budovy je připisován, stejně jako u všech stanic na této trase, architektu Antonu Jünglingovi.
V roce 1899 dostavěla společnost Místní dráha Chrudimsko-holická svou trať navazující na železnici z Heřmanova Městce přes Chrudim, protínající polabskou železnici v Moravanech a pokračující přes Holice do Borohrádku, pravidelný provoz na trati byl zahájen 26. září. Společnost zde vystavěla vlastní dopravní objekty.
Po zestátnění soukromých společností v Rakousku-Uhersku po roce 1908 pak obsluhovala stanici jedna společnost, Císařsko-královské státní dráhy (kkStB), po roce 1918 pak správu přebraly Československé státní dráhy. Společnost Místní dráha Chrudimsko-holická byla zestátněna k 1. lednu 1925.
Roku 1957 byl na hlavní trati procházející stanicí zahájen elektrický provoz.

## Popis
Stanicí prochází první železniční koridor a Třetí železniční koridor, leží na trase 4. panevropského železničního koridoru. Nachází se zde ostrovní nástupiště s podchodem. Vlaky mohou stanicí projíždět rychlostí až 160 km/h, nádražní provoz je řízen pomocí elektronického stavědla ESA 11, které je dálkově ovládané z Centrálního dispečerské pracoviště Praha.